# Sven Dryselius
Sven Dryselius, tidigare Sandberg, född 9 juni 1715 i Höreda socken, död 12 december 1778 i Västerlösa socken, var en svensk präst. 

## Biografi
Sven Dryselius föddes 1715 i Höreda socken. Han var son till bonden Håkan Svensson och Maja Erlandsdotter. Hans mor var släkt med prosten Erland Dryselius i Jönköping, varför han antog efternamnet Dryselius. Dryselius blev 1739 student vid Uppsala universitet och prästvigdes 22 mars 1746. Han blev 1751 komminister i Vånga församling och avlade pastoralexamen 14 maj 1764. Dryselius blev 1 juni 1774 kyrkoherde i Västerlösa församling. Han avled 1778 i Västerlösa socken och begravdes 22 december av kyrkoherden H. Berg i Björkebergs socken. Till begravningen skrev adjunkten Samuel T. Strömberg i Rappestads socken några vers.

### Familj
Dryselius gifte sig 3 maj 1752 med Anna Elisabeth Köhler (1730–1788). Hon var dotter till kyrkoherden Johannes Köhler och Catharina Retzius i Vånga socken. De fick tillsammans barnen Johannes (1753–1758), Erland (1756–1757), Agneta Margareta (1759–1812), Johanna Catharina (1760–1762), Christina Elisabeth (1760–1796) och Anna Catharina (1764–1798).